# Leptophloeus azoricus
Leptophloeus azoricus is een keversoort uit de familie dwergschorskevers (Laemophloeidae). De wetenschappelijke naam van de soort werd in 1972 gepubliceerd door Ratti.